# Минотис, Алексис
Алексис Минотис (греч. Αλέξης Μινωτής, при рождении Александрос Минотакис (греч. Αλέξανδρος Μινωτάκης); 1900—1990) — греческий театральный актёр и режиссёр.

## Биография
Родился 8 августа 1900 года в городе Ханья на острове Крит, был третьим ребёнком из десяти детей торговца тканями.
Впервые появился на сцене на Крите как руководитель хора; позднее — играл в трагедии Софокла «Царь Эдип». С 1925 по 1930 годы работал вместе с известной греческой актрисой Марикой Котопули в её собственном Театре Котопули. В этот период играл во многих пьесах Шекспира, включая главную роль в «Гамлете». Также исполнял и другие роли в классическом репертуаре других драматургов.
В 1940 году Алексис Минотис женился на актрисе Катина Паксино и вместе они появлялся во многих спектаклях в Национальном театре в Афинах. В 1946 году он отправился в Голливуд, чтобы сыграть в фильме «Дурная слава» у Альфреда Хичкока вместе с Кэри Грантом, Клодом Рэйнсом и Ингрид Бергман. В этом же году снялся с Робертом Каммингсом и Мишель Морган в фильме «Погоня». Среди его других работ — роли в Siren of Atlantis (1949) с Марией Монтес, в Boy on a Dolphin (1957) с Софи Лорен и в «Земле Фараонов» (1955) с Джоан Коллинз.
С 1955 года работал как театральный режиссёр. В 1956 году поставил «Эдип в Колоне» Софокла и был с этим спектаклем в заграничном турне. В 1958 году был режиссёром «Медеи» с Марией Каллас в Dallas Opera в США. Затем с этим же спектаклем выступал в Ковент-Гарден, Ла Скала и театре The Ancient Theatre of Epidaurus. Также он поставил «Норму» с Каллас в Греческой национальной опере.
Умер 11 ноября 1990 года в Афинах в результате инсульта.